# Костяев, Северьян Иванович
Северья́н Ива́нович Костя́ев (1921 год — ноябрь 1989 года) — металлург. Герой Социалистического Труда.

## Биография
Северьян Костяев родился в 1921 году в деревне Каменка Ростовской области. В 1938 году устроился на работу электрослесарем в управление «Севзапэлектромонтаж», позже работал там же печевым, старшим печевым рафинировочного цеха, электросварщиком, каменщиком-футеровщиком.
В годы Великой Отечественной войны Костяев принимал участие в сражениях на Волховском, Ленинградском, 2-м Прибалтийском фронтах. 
После демобилизации в 1945 году Северьян Иванович работал бригадиром обжиговщиков рафинировочного цеха комбината «Североникель». Участвовал в освоении нового более экономичного и производительного способа обжига в кипящем слое печей рафинировочного цеха. Инициировал соревнование за лучшее использование механизмов и оборудования цеха.
За выдающиеся достижения в труде указом Президиума Верховного Совета СССР в 1961 году Костяеву Северьяну Ивановичу было присвоено звание Героя Социалистического Труда и вручены орден Ленина и Золотая медаль «Серп и Молот».
В 1961 году Северьян Костяев становился делегатом XXII съезда КПСС, избирался депутатом Верховного Совета РСФСР 6-го созыва. Являлся членом бюро Мончегорского городского комитета и Мурманского областного комитета.
Умер Северьян Иванович в сентябре 1989 года.